# تسرنوکلیشته
تسرنوکلیشته (به صربی: Crnoklište) یک منطقهٔ مسکونی در صربستان است که در پیروت واقع شده‌است. تسرنوکلیشته ۳۳۸ نفر جمعیت دارد.